# ローダーデール郡 (ミシシッピ州)
ローダーデール郡（Lauderdale County）は、アメリカ合衆国ミシシッピ州にある郡。人口は7万2984人（2020年）。郡庁所在地はメリディアンである。

## 地理
アメリカ合衆国統計局によると、この郡は総面積1,853 km2 (715 mi2) である。このうち1,822 km2 (704 mi2) が陸地で30 km2 (12 mi2) が水地域である。総面積の1.65%が水地域となっている。

## 人口動勢
2000年国勢調査で、この郡は人口78,161人、29,990世帯、及び20,573家族が暮らしている。人口密度は43/km2 (111/mi2) である。18/km2 (48/mi2) の平均的な密度に33,418軒の住宅が建っている。この郡の人種的な構成は白人60.15%、アフリカン・アメリカン38.18%、先住民0.18%、アジア0.50%、太平洋諸島系0.03%、その他の人種0.34%、及び混血0.63%である。この人口の1.14%はヒスパニックまたはラテン系である。
この郡内の住民は26.60%が18歳未満の未成年、18歳以上24歳以下が9.80%、25歳以上44歳以下が28.00%、45歳以上64歳以下が21.40%、及び65歳以上が14.20%にわたっている。中央値年齢は35歳である。女性100人ごとに対して男性は90.60人である。18歳以上の女性100人ごとに対して男性は85.50人である。
この郡の世帯ごとの平均的な収入は30,768米ドルであり、家族ごとの平均的な収入は37,581米ドルである。男性は31,069米ドルに対して女性は21,111米ドルの平均的な収入がある。この郡の一人当たりの収入 (per capita income) は16,026米ドルである。人口の20.80%及び家族の17.10%は貧困線以下である。全人口のうち18歳未満の28.80%及び65歳以上の18.80%は貧困線以下の生活を送っている。

## 都市及び町
- メリディアン（郡庁所在地）
- マリオン (Marion)
- メリディアンステーション (Meridian Station)
- ネリーバーグ (Nellieburg)
- Collinsville